# Eleição presidencial da União Soviética em 1990
A eleição presidencial de 1990 na União Soviética foi realizada em 14 de março de 1990 para eleger um presidente para um mandato de cinco anos. Esta foi a primeira e única eleição presidencial realizada na União Soviética. Isso se deveu ao fato de o cargo de presidente ter sido estabelecido em 1990, um ano antes da dissolução da União Soviética em 1991. As eleições foram sem contestação, com Mikhail Gorbatchov, então Secretário-Geral do Partido Comunista da União Soviética, como único candidato.
Embora a constituição exigisse que o presidente fosse eleito diretamente, foi decidido que as primeiras eleições deveriam ser realizadas de forma indireta, uma vez que era necessário que um presidente fosse eleito imediatamente e os processos que decorriam no país não deixavam tempo para a realização de eleições.

## Antecedentes
Em 7 de fevereiro de 1990, cerca de um mês antes das eleições, os líderes do Partido Comunista votaram a favor do estabelecimento de uma presidência. O terceiro (extraordinário) Congresso dos Deputados do Povo da União Soviética começou em 12 de março de 1990. O congresso decidiu criar o cargo de Presidente da URSS. O presidente seria eleito para mandatos de cinco anos. O CDP elegeria o presidente para este ciclo eleitoral e depois entregaria as eleições futuras ao público a partir de 1995, o que nunca aconteceu devido ao colapso da URSS em 1991.

## Candidatos
Em 14 de março, durante um plenário do Comitê Central do PCUS, Gorbatchov, o Ministro do Interior Vadim Bakatin e o ex-primeiro-ministro Nikolai Ryzhkov foram nomeados como candidatos presidenciais; no entanto, Bakatin e Ryzhkov retiraram suas candidaturas.

### Indicado
| Partido Comunista                                            |
| Mikhail Gorbatchov                                           |
|                                                              |
| Presidente do Soviete Supremo da União Soviética (1989–1990) |

### Retiraram-se
| Candidato       | Cargo                                           |
| --------------- | ----------------------------------------------- |
| Vadim Bakatin   | Ministro do Interior (1988–1990)                |
| Nikolai Ryzhkov | Presidente do Conselho de Ministros (1985–1991) |

## Campanha de Mikhail Gorbatchov
Gorbachev trabalhou com o Congresso para garantir uma maioria de dois terços; caso contrário, ele teria que fazer campanha contra outros candidatos em uma eleição geral. Uma das tácticas que utilizou foi ameaçar repetidamente demitir-se caso não fosse alcançada uma maioria de dois terços.

## Resultados
Na época das eleições, 2.245 dos 2.250 assentos estavam preenchidos; no entanto, 245 não compareceram ao Congresso e outros 122 não votaram.
| Candidato                          | Candidato                          | Partido                              | Votos | %      |
| ---------------------------------- | ---------------------------------- | ------------------------------------ | ----- | ------ |
|                                    | Mikhail Gorbatchov                 | Partido Comunista da União Soviética | 1.329 | 72.86  |
| Contra                             | Contra                             | Contra                               | 495   | 27.14  |
| Total                              | Total                              | Total                                | 1.824 | 100.00 |
|                                    |                                    |                                      |       |        |
| Votos válidos                      | Votos válidos                      | Votos válidos                        | 1.824 | 97.12  |
| Votos inválidos/em branco          | Votos inválidos/em branco          | Votos inválidos/em branco            | 54    | 2.88   |
| Total de votos                     | Total de votos                     | Total de votos                       | 1.878 | 100.00 |
| Eleitores registrados/participação | Eleitores registrados/participação | Eleitores registrados/participação   | 2.245 | 83.65  |
| Fonte: BBC                         |                                    |                                      |       |        |

## Consequências
Em 15 de março, no dia seguinte às eleições, numa reunião do Congresso dos Deputados do Povo, Gorbachev tomou posse como Presidente. Em 24 de março, 10 dias após as eleições, o presidente Gorbachev nomeou seu gabinete.

## Reações
Os meios utilizados nesta eleição provocaram reações mistas. Sergei Stankevich, um deputado de Moscou, decidiu que se absteria de votar, apesar de apoiar Gorbachev, porque acreditava que o novo presidente deveria enfrentar uma votação nacional. Outros ficaram chateados com a falta de oposição real contra Gorbachev por uma posição que buscava aumentar a democracia em toda a União Soviética. O deputado da Ilha de Sacalina, Ivan Zhdakayev, expressou o seu descontentamento com isto: "As eleições significam um voto popular, não esta farsa." O deputado cazaque Olzhas Suleimenov acreditava que as reformas sob o governo de Gorbachev eram inconsistentes.